# Бугийская Википедия
Буги́йская Википе́дия (буг. ᨓᨗᨀᨗᨄᨙᨉᨗᨕ ᨅᨔ ᨕᨘᨁᨗ, Wikipedia basa Ugi) — раздел Википедии на бугийском языке, распространённом на индонезийском острове Сулавеси — главным образом в его юго-восточной части, а также в местах компактного проживания многочисленных общин выходцев с Сулавеси в других районах Индонезии.

## История
Заявка на открытие бугийского раздела Википедии была подана 24 июня 2005 году. В 2006 году существование Бугийской Википедии было отмечено в центральных СМИ Индонезии.
По состоянию на март 2011 года содержала 5 046 статей. Не имея — в отличие от разделов Википедии на некоторых других местных языках Индонезии — в рядах своих участников последовательных активистов, способных наладить связи с международным вики-сообществом, не получала финансовых дотаций от фонда Викимедиа.
По собственным данным, на август 2011 года содержит 9 298 статей, находится на 106 месте по количеству статей среди всех разделов Википедии и на четвёртом месте по количеству статей среди Википедий на языках Индонезии.